# Paul-Hermann Gruner

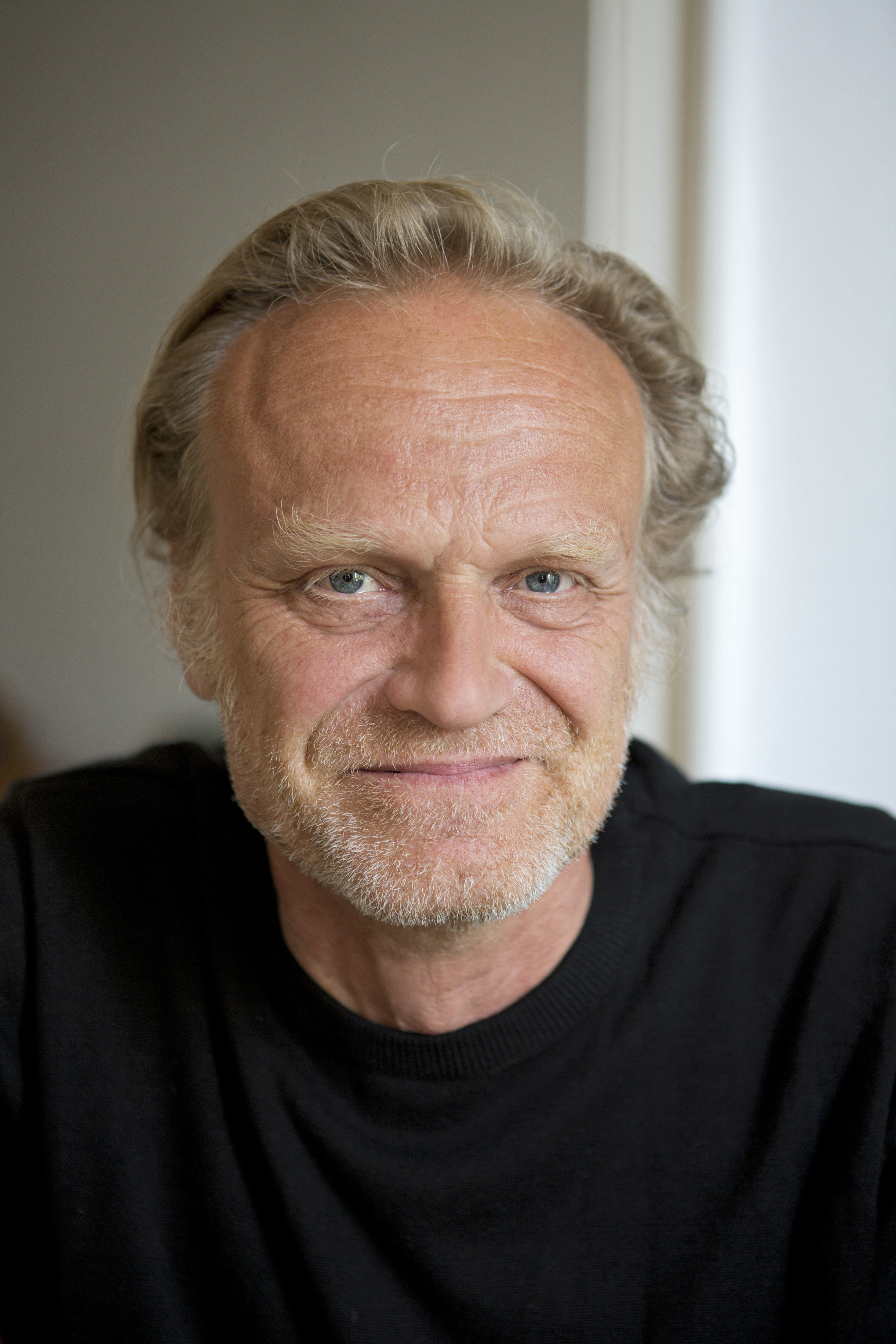
Paul-Hermann Gruner

Paul-Hermann Gruner (* 28. September 1959 in Rüsselsheim) ist ein deutscher Politikwissenschaftler, Journalist, Schriftsteller und bildender Künstler.

## Leben
Paul-Hermann Gruner wurde als drittes Kind des Internisten Paul Gruner und der Kinderkrankenschwester Gabriele Gruner geboren. Er kam in der Opelstadt Rüsselsheim zur Welt und schrieb darüber später so: „In dieser Stadt wird man entweder Auto oder Autor“.
Nach dem Abitur an der Immanuel-Kant-Schule in Rüsselsheim und Zivildienst studierte Gruner von 1981 bis 1987 Politikwissenschaft, Geschichte und Allgemeine Pädagogik an der heutigen Technischen Universität Darmstadt mit den Abschlüssen Magister Artium (M.A.) und Dr. phil. Seine Magisterarbeit mit dem Haupttitel Die inszenierte Polarisierung ist ein sprach- und ideologiekritischer Vergleich der Wahlkampfsprache in den Bundestagswahlkämpfen 1957 und 1987 und erschien 1990 als Buch.
Gruner promovierte zum Dr. phil. mit einer sprach- und politikwissenschaftlichen Arbeit zum konstant konventionelle Rollenspezifika aufrechterhaltenden Bild von „Weiblichkeit“ in populären Frauenzeitschriften wie Brigitte, Für Sie und Freundin.
Seit dem 15. Lebensjahr schrieb Gruner an Romanen. Erstmals wurden seine Texte 1984 publiziert. Später erschienen Texte in Literaturzeitschriften wie Lichtungen (Graz) und Neue Deutsche Literatur (ndl, Berlin).
Seit 1977 ist Gruner auch als bildender Künstler tätig (Objekt, Montage, Installation). Angeregt von den Bildwelten des Dada (Marcel Duchamp, Max Ernst, Kurt Schwitters), der polnischen Plakatkunst, den gestalterischen Experimenten in Bildjournalismus und Plakatgestaltung der Weimarer Republik (vor allem: Heartfield, Umbo) der politischen Karikatur der Bundesrepublik (vor allem Horst Haitzinger) sowie der sich politisch direkt einmischenden Plakatkunst der frühen 1970er Jahre (Klaus Staeck, Ernst Volland, Tomi Ungerer) entwickelte Gruner über Papierarbeiten (Collage: Chiasmage, Konfrontage, Assemblage), über Objekt-Montage und Ready-made bis zum dreidimensionalen Objekt und zur Installation seinen kritisch-expressiven Personalstil. Mit einer ersten großen Einzelausstellung trat er 1981 an die Öffentlichkeit. Thematisch ist aber nicht nur das Gesellschaftliche sichtbar in seinen Arbeiten (Ideologie, Gewalt, Reichtum vs. Armut, Technik vs. Natur): „Alles ist politisch“, sagt er, „selbst Gummibären essen“
Von 1985 bis 1996 arbeitete Gruner als freiberuflicher Journalist. Er verfasste Schallplatten-, CD-, Konzert- und Buchkritiken sowie Texte zur Kultur- und Mentalitätsgeschichte für regionale und überregionale Zeitungen und Zeitschriften, darunter Neue Politische Literatur, Frankfurter Allgemeine Zeitung, Darmstädter Echo, Mainzer Allgemeine Zeitung, Mannheimer Morgen, Rheinischer Merkur, Jazz-Thetik, Büchner Kulturmagazin, Vorwärts, seltener auch fürs Radio (NDR, Hessischer Rundfunk). Von 1996 bis 2016 war er Redakteur der Tageszeitung Darmstädter Echo.
Auf Resonanz stießen Gruners 2012 veröffentlichter satirische Roman Wunderlich und die Logik und seine 2014 unter dem Titel La Tour du Mariage veröffentlichten Kurzgeschichten.
Gruner schrieb Texte u. a. für den Kabarettisten Dieter Hildebrandt, den Cicero, Deutschlandradio Kultur und das Munzinger-Archiv. Er ist Mitglied der Sozialdemokratischen Partei, Mitglied im PEN-Zentrum Deutschland und im Verband deutscher Schriftsteller (VS). Für die Gesellschaft Hessischer Literaturfreunde e.V. fungiert er als Geschäftsführer.  Gruner lebt seit den frühen 1980er Jahren in Darmstadt.

## Schriften

### Monographien
- Autos sind tödlich. Satirische Variationen einer politisch korrekten Teufelsaustreibung. Digitale Fotomontagen, Darmstadt 2025
- Kriege bescheren Frieden. 6 Balladen. Frankfurt am Main 1984, ISBN 3-88323-471-0.
- Über die Kunst. Berlin 1989, ISBN 3-89009-052-4.
- Die inszenierte Polarisierung. Die Wahlkampfsprache der Parteien in den Bundestagswahlkämpfen 1957 und 1987. Frankfurt am Main 1990, ISBN 3-631-41831-0.
- Made in Germany. Eine szenische Collage. Theaterstück, 1995 (mehrmals aufgeführt, nicht publiziert).
- Frauen und Kinder zuerst. Denkblockade Feminismus. Eine Streitschrift. Reinbek 2000, ISBN 3-499-60946-0.
- Die Pisa-Lösung. Epigramme, Gedichte, Kurztexte. München 2002, ISBN 3-935977-13-1.
- 25 Lieblingsorte. Stadtfeuilletons. Darmstadt 2007, ISBN 978-3-87390-243-5.
- Pullover für Pinguine. Querschüsse, Glossen, Satiren. Darmstadt 2009, ISBN 978-3-87390-278-7.
- Wunderlich und die Logik. Roman. Darmstadt 2012, ISBN 978-3-87390-314-2.
- La Tour du Mariage/Der Hochzeitsturm. Sieben Kurzgeschichten des 1. Darmstädter Turmschreibers mit einer fotografischen Hommage an das Wahrzeichen Darmstadts. Darmstadt 2014, ISBN 978-3-939855-35-4.
- Zikaden mit Zahnrad. Querschüsse, Glossen, Satiren. Darmstadt 2015, ISBN 978-3-87390-357-9.
- Die suggestive Konfiguration von "Weiblichkeit". Frauenzeitschriften, Doing Gender und die Kontinuität tradierter Rollenstereotype. Wiesbaden 2017, ISBN 978-3-658-19396-6.
- Die extrem kurze Zeit der Seligkeit. Zehn Kurzgeschichten und ein Hörspiel. Darmstadt 2018, ISBN 978-3-87390-405-7.
- Das Ohr. Ein Märchen für Erwachsene und solche, die es werden wollen. Darmstadt 2022, ISBN 978-3-87390-474-3.
- Drei Frauen. Novelle. Ludwigsburg 2022, ISBN 978-3-86356-368-4.

### Als Herausgeber oder Mit-Herausgeber
- Zug um Zug. Eine Anthologie der Literaturgruppe POSEIDON. Otzberg 2009, ISBN 978-3-9811880-1-1.
- mit Eckhard Kuhla: Befreiungsbewegung für Männer. Auf dem Weg zur Geschlechterdemokratie. Essays und Analysen. Psychosozial-Verlag, Gießen 2009, ISBN 978-3-8379-2003-1.
- Stadt-Land-Kuss, Eine Anthologie der Literaturgruppe POSEIDON. Otzberg 2011, ISBN 978-3-9811880-8-0.
- mit Eberhard Malwitz und Carola Pomplun: Vom Targetrad zum Federkiel. Elf Physiker der GSI treffen auf neun Autoren der Literaturgruppe POSEIDON. Ein interaktives Kunstprojekt zwischen Literatur und Wissenschaft. Darmstadt 2017, ISBN 978-3-87390-391-3.
- mit Albrecht Haag: Der LUI. Zum 175. Geburtstag des Ludwigsmonuments in Darmstadt. Darmstadt 2019, ISBN 978-3-87390-419-4.
- CO-RO-NA. 19 Autorenbeiträge zu COVID-19, 19 Reaktionen auf eine Pandemie. Mit Fotografien von Anna Meuer. Darmstadt 2020, ISBN 978-3-87390-447-7.
- UHUGRAPHIEN. Dem Künstler Heinz W. Lotz zum 65. Darmstadt 2020, ISBN 978-3-87390-452-1.
- mit Andreas Roß: Smartphone-Storys. Erkundungen eines Phänomens, Ludwigsburg 2023,  ISBN 978-3-86356-385-1

## Ausstellungen (Auswahl)
- 1981 Stadttheater Rüsselsheim, Foyers
- 1985, 1986, 1987 Galerie Perspektive, Darmstadt
- 1994 Ausstellungshallen Mathildenhöhe, Darmstadt (B)
- 1994 2. Bundesdeutsche Satirewoche, Reinheim (B)
- 1994 Galerie der Romanfabrik, Frankfurt am Main
- 1995 Ausstellung zum Kunstpreis der Stadt Obernburg (B)
- 1995 Kommunale Galerie Darmstadt
- 1996 Atelierhaus Vahle, Darmstadt
- 1999 Haus der Wirtschaft und Industrie, Düsseldorf (B)
- 1999 Galerie im Keller-Klub, Darmstadt
- 2000 European Youth Circus, Mail-Art-Projekt: Wiesbaden und Brüssel (B)
- 2001 Rosenborn-Galerie, Kelkheim (B)
- 2001 Galerie Trigon, Darmstadt
- 2002 Galerie des Regierungspräsidiums Darmstadt
- 2004 Galerie im E.T.A. Hoffmann-Haus, Plock, Polen (B)
- 2004 Bewohnte Kunst-Installation (bki), Darmstadt (B)
- 2006 Atelierhaus Vahle / Galerie C. Klein, Darmstadt (B)
- 2006 Universitätsbibliothek Frankfurt am Main (B)
- 2006 3. Internationaler Waldkunstpfad, Darmstadt (B)
- 2007 Vogelfrei 7: WintergARTen, Kunst-Biennale, Darmstadt (B)
- 2007 Egon Schiele Art Centrum, Krumau, Tschechien (B)
- 2008 Galerie im Hessischen Ministerium für Wissenschaft und Kunst (HMWK), Wiesbaden (B)
- 2009 Kunst-Archiv Darmstadt, Darmstadt (B)
- 2012 Earl-Street Galerie, Darmstadt (B)
- 2015 Atelier M, Darmstadt (B)
- 2021: Galerie im Keller-Klub, Darmstadt
- 2023: Atelierhaus Darmstadt
- 2024: Schauraum im Literaturhaus Darmstadt

## Auszeichnungen und Stipendien
- 2024:  Kunst-Eremitage, Rietzer Berg, Brandenburg
- 1990: Preis der Albert-Osswald-Stiftung (Technische Universität Darmstadt)
- 2006: Ernst Elias Niebergall-Preis für Printmedien-Journalisten
- 2007: Egon-Schiele-Stipendium der Hessischen Landesregierung / HMWK
- 2009: Litauen-Stipendium des Hessischen Literatur-Rates
- 2010: Egon-Schiele-Stipendium der Hessischen Landesregierung / HMWK
- 2013: Literatur-Stipendium: 1. Darmstädter Turmschreiber[8]
- 2018: Soltauer Künstlerwohnung
- 2023: Soltauer Künstlerwohnung, zusammen mit der Fotografin Rahel Welsen